# Ayaan Hirsi Ali
Ayaan Hirsi Ali (uitspraakⓘ) (Mogadishu (Somalië), 13 november 1969) is een Nederlands-Amerikaans feministe, publiciste, auteur en voormalig politica van Somalische afkomst. Ze werd geboren als Ayaan Hirsi Magan Isse Guleid Ali Wai’ays Muhammad Ali Umar Osman Mahamud, kortweg Aya(a)n Hirsi Magan, ook Somalisch: Ayaan Xirsi Cali: Ayān Ḥirsī 'Alī.
Hirsi Ali groeide op als moslim, werd als volwassene atheïst en bekeerde zich in 2023 tot het christendom. Ze is vooral bekend om haar kritiek op de islam. Hirsi Ali was tussen 2003 en 2006 lid van de Tweede Kamer voor de VVD. Zij emigreerde naar de Verenigde Staten, waar zij een fellow was van het American Enterprise Institute. Zij richtte in 2007 de AHA Foundation op, een internationale organisatie voor vrouwenrechten. Sinds 2013 heeft zij de Amerikaanse nationaliteit en is zij zowel een fellow van de Kennedy Government School aan de Harvard-universiteit als een lid van The Future of Diplomacy Project van het Belfer Center for Science and International Affairs geweest. Daarna werd zij Research Fellow aan het Hoover Institute van de Stanford-universiteit.

## Levensloop

### Jeugd
Hirsi Ali werd als Ayaan Hirsi Magan geboren in Somalië in een islamitische familie uit de Darodstam. Haar vader, Hirsi Magan Isse, was academisch opgeleid in Italië en de Verenigde Staten en tegenstander van dictator Muhammad Siad Barre. Hij woonde steeds in het buitenland (in Italië, de Verenigde Staten en het Verenigd Koninkrijk). Hij was tegen vrouwenbesnijdenis die in de Darodstam een traditie is. Toen Ayaan vijf jaar oud was, heeft haar grootmoeder haar toch laten besnijden.
Toen Ayaan zes jaar was, vluchtte het gezin naar Saoedi-Arabië. Een jaar later verhuisde het gezin naar Ethiopië en vier jaar daarna naar Kenia. In Kenia, waar ze elf jaar zou blijven, ging Ayaan naar de Engelstalige Nairobi Muslim Girls' Secondary School. Ze kreeg op deze Engels-georiënteerde school korte tijd les van 'mevrouw Aziza', een gastdocente, die er naar Hirsi Ali's zeggen radicaalislamitische denkbeelden op nahield. In 1980 begon de Irak-Iranoorlog. Hirsi Ali zei later in een interview met New York Times Magazine, dat ze in die tijd had willen vechten tegen Irak, omdat zij en andere scholieren zagen wat het Iraakse leger aangericht had. Volgens hetzelfde interview voelde Hirsi Ali ook enige sympathie voor de Moslimbroederschap. In deze tijd droeg ze een hidjab (een lange hoofddoek).

### Naar Nederland
In 1992 voltrok zich in Somalië een humanitaire ramp. Ongeveer een half miljoen Somaliërs kwamen om van de honger. Diverse groepen bestreden elkaar in een hevige burgeroorlog, en rond de twee miljoen Somaliërs verbleven in vluchtelingenkampen in de buurlanden zoals Kenia. Door de situatie in hun land van herkomst werden asielzoekers uit Somalië in Nederland ingedeeld in een categorie die viel onder het categoriale beschermingsbeleid, waardoor Hirsi Ali, toen 23 jaar, er een verblijfsvergunning kreeg.
In dat jaar had haar vader een huwelijk gearrangeerd met een verre achterneef uit Canada, die hij kort tevoren in de moskee had ontmoet. Voor de islamitische huwelijksceremonie waren haar aanwezigheid en haar handtekening niet nodig. Naar eigen zeggen was ze zelf niet aanwezig bij deze formele huwelijkssluiting. Er waren familieleden die verklaarden dat ze wel aanwezig was.
Het was de bedoeling dat Hirsi Ali vanuit Kenia naar haar echtgenoot in Canada zou reizen, maar ze moest in Duitsland haar papieren in orde maken, en verbleef enige tijd in Düsseldorf bij verre familie. Ze was naar eigen zeggen van plan naar het Verenigd Koninkrijk te reizen, omdat zij de Engelse taal beheerste. Met de trein bezocht ze een andere Somalische, de vrouw van een kennis die ze uit het vluchtelingenkamp van Dhobley had geholpen en in Nederland asiel had gekregen, in het vluchtelingencentrum in Almelo. Daarna besloot ze in Nederland politiek asiel aan te vragen.

### Aankomst in Nederland
In Nederland zei Hirsi Ali, in antwoord op vragen van de Directie Vreemdelingenzaken (de latere Immigratie- en Naturalisatiedienst), dat ze rechtstreeks uit het rampgebied afkomstig was; haar verblijf (van de voorafgaande 12 jaar) in Kenia en in Duitsland (enkele dagen) verzweeg zij. Omdat Hirsi Ali via Duitsland reisde, een veilig land, zou ze anders daarheen teruggestuurd zijn. Ook Kenia werd destijds als een veilig land beschouwd. Om te voorkomen dat haar gegevens gecontroleerd zouden worden, gaf ze een ander geboortejaar op (1967 in plaats van 1969) en veranderde ze haar naam van Ayaan Hirsi Magan in Ayaan Hirsi Ali. Haar verzoek om politiek asiel werd binnen vijf weken gehonoreerd met een A-status, een permanente verblijfsvergunning voor personen die in eigen land te vrezen hebben voor vervolging in de zin van het Verdrag van Genève. In 1995 werd ze genaturaliseerd.
Hirsi Ali verklaarde later dat zij haar identiteit had veranderd uit angst dat zij door haar echtgenoot of wraakzuchtige familieleden kon worden opgespoord. Op basis van latere getuigenverklaringen wordt dat betwijfeld. Zo hebben haar naaste familieleden en anderen die haar gedurende deze periode hebben gekend, verklaard dat dit pertinent niet het geval was.
In 2006 antwoordde Hirsi Ali bevestigend toen haar in het programma NOVA werd gevraagd of zij een economisch vluchtelinge was, iets wat zij reeds in september 2002 in het programma Barend & Van Dorp had verklaard. Zij zei: "Ik ben zelf de grootste gelukszoeker." Zij benadrukte een voorstander te zijn van een selectief immigratiebeleid en het met voorrang toelaten van ambitieuze talentvolle immigranten, zoals Taida Pasić. Tegen Rita Verdonk had zij in verband met de zaak-Taida Pasić volgens eigen zeggen in april 2006 verklaard: "Rita, mag ik je daarover lastigvallen? Ik heb ook gelogen."

### Politieke carrière
Hirsi Ali woonde vervolgens enige tijd in Lunteren in het asielzoekerscentrum, waarna ze een tweekamerflat in Ede kreeg toegewezen. In Nederland leerde zij eerst Nederlands. Omdat Hirsi Ali vanwege haar vooropleiding geen toegang kreeg tot de universiteit, schreef ze zich in aan de Hogeschool de Horst in Driebergen. Na een jaar kon ze overstappen en ging politicologie studeren aan de Rijksuniversiteit Leiden. Ze werkte van 1995 tot 2001 van tijd tot tijd als tolk/vertaler in Amsterdam, vooral als tolk bij asiel- en verblijfsvergunningzaken bij de vreemdelingenpolitie (later IND). In deze tijd had ze kritiek op de werkwijze van de vreemdelingenpolitie. Zij vond dat vooral laaggeschoolde asielzoekers werden teruggestuurd, terwijl hoger opgeleiden mochten blijven.

Daarna werkte Hirsi Ali vanaf begin september 2001 enige tijd als wetenschappelijk medewerkster bij de Wiardi Beckman Stichting, het wetenschappelijk bureau van de Partij van de Arbeid.
De aanslagen van 11 september 2001 maakten diepe indruk op Hirsi Ali. Ze deden haar twijfelen aan haar geloof nadat ze op de Nederlandse televisie islamitische kinderen in Ede de aanslagen had zien toejuichen. Ze controleerde de vijf plaatsen in de Koran en de Hadith die Osama bin Laden in zijn rechtvaardiging van de aanslagen geciteerd had. Mede door het lezen van het Atheïstisch manifest van filosoof Herman Philipse (Universiteit Leiden) besloot ze religie op te geven. In 2002 verliet ze de islam en verklaarde niet in God te geloven. Ze begon haar kritiek op de islam en islamitische cultuur te formuleren, publiceerde vele artikelen over deze onderwerpen en werd een frequente spreker op televisieprogramma's en in publieke debatfora. Ze zette haar ideeën uitgebreid uiteen in het boek De zoontjesfabriek (2002). In deze periode begon ze doodsbedreigingen te ontvangen.
In 2002 stapte ze ook over van de PvdA naar de VVD, waar ze op de kandidatenlijst voor de Tweede Kamerverkiezingen kwam. De VVD was, zo bleek later, op de hoogte van het feit dat ze haar vluchtverhaal had verzonnen. Desondanks verklaarde partijprominent Neelie Kroes later dat Hirsi Ali in haar jeugd "vijf burgeroorlogen" had meegemaakt. Ze zei in een reactie niet op de hoogte geweest te zijn van Hirsi Ali's werkelijke verleden. Hirsi Ali vertelde in 2002 ook zelf dat zij delen van haar vluchtverhaal had verzonnen.
Als reden voor de overstap vermeldde Hirsi Ali dat er binnen de PvdA onvoldoende ruimte was voor kritiek op de negatieve gevolgen van migratie en multiculturalisme. In haar boek De zoontjesfabriek (2002) erkende zij dat ook de kans die zij van de VVD kreeg aangereikt om Tweede Kamerlid te worden – en zo haar ideeën in het parlement te kunnen uitdragen – een rol heeft gespeeld. Vanaf dat moment werd Hirsi Ali met de dood bedreigd, iets wat de daaropvolgende jaren vaker gebeurde. Hirsi Ali ontving permanente politiebescherming en woonde op een schuiladres. Op 22 januari 2003 werd ze met 30.758 voorkeurstemmen gekozen in de Tweede Kamer.
In een interview met het dagblad Trouw van 25 januari 2003 zei ze over de stichter van de islam Mohammed: 'Mohammed is, gemeten naar onze westerse maatstaven, een perverse man. Een tiran.' Zij refereerde hiermee specifiek aan het feit dat Mohammed op oudere leeftijd met Aisha (de negenjarige dochter van een vriend) gemeenschap had gehad. Tevens zei zij, met een beroep op de in Nederland heersende vrijheid van meningsuiting, dat een ander Mohammed fantastisch mag vinden, maar: 'En ik mag vinden: Mohammed is als individu verachtelijk. Mohammed zegt dat een vrouw binnenshuis moet blijven, een sluier moet dragen, bepaald werk niet mag verrichten, niet hetzelfde erfrecht heeft als haar man, gestenigd moet worden als zij overspel pleegt – ik wil laten zien dat er ook een andere werkelijkheid is dan de "waarheid" die, met behulp van Saoedisch geld, over de wereld wordt verspreid.'
Vanwege deze uitspraken, en het feit dat Hirsi Ali volgens velen een afvallige moslim is, reageerden verschillende islamitische organisaties en individuele moslims furieus. Velen deden daarop aangifte wegens discriminatie, maar Hirsi Ali werd uiteindelijk niet vervolgd voor haar uitspraken. Volgens de officier van justitie liggen in haar kritiek "geen conclusies besloten ten aanzien van moslims en wordt de waardigheid van hen als groep niet miskend". In een andere rechtszaak, eveneens aangespannen wegens haar uitspraken over de islam, was de rechtbank wel van oordeel dat ze de "grenzen van het toelaatbare had opgezocht". Hirsi Ali had het huwelijk van Mohammed met een negenjarig meisje namelijk 'pervers' genoemd en noemde de profeet 'een pedofiel'.
In een reportage van het televisieprogramma NOVA discussieert Hirsi Ali met leerlingen uit groep 8 van een islamitische basisschool te Amersfoort en uit haar bezorgdheid dat de leerlingen voorrang geven aan Allah boven de Grondwet.
In 2004 maakte ze samen met Theo van Gogh de korte lowbudgetfilm Submission (Onderwerping), die op 29 augustus in première ging. De film gaat over de positie van vrouwen binnen de islam (een van de betekenissen van "islam" is onderwerping aan God). Hirsi Ali schreef het scenario en deed de voice-over. De film werd uitgezonden in het tv-programma Zomergasten van de VPRO. Door islamitische organisaties werd de film negatief ontvangen. Van Gogh werd hierop eveneens door militante extremistische moslims met de dood bedreigd en op 2 november 2004 ook daadwerkelijk vermoord. Mohammed Bouyeri, de moordenaar van Van Gogh, liet op diens lichaam een aan Hirsi Ali gerichte brief achter, waarin zij opnieuw werd bedreigd.
De rapgroep Den Haag Connection (DHC) verspreidde in 2004 op internet een raplied genaamd Hirsi Ali dis. Dit nummer veroorzaakte veel commotie, met name door de grove tekst die onder meer een doodsbedreiging bevatte. Het Openbaar Ministerie besloot de drie rappers te vervolgen omdat ze met het nummer Hirsi Ali zouden belemmeren in het uitvoeren van haar taken als politicus. Het maakte hierbij gebruik van artikel 121 uit het Wetboek van Strafrecht dat geweld en bedreigingen tegen leden van de Staten-Generaal strafbaar stelt. In januari 2005 werden twee van de rappers veroordeeld tot een taakstraf en een voorwaardelijke gevangenisstraf.
Op 16 november 2005 deed Hirsi Ali bij de politie aangifte wegens bedreiging door imam Fawaz Jneid. Deze imam, werkzaam bij de As Soennah-moskee in Den Haag, kondigde op internet aan dat Hirsi Ali zou worden "weggeblazen door de wind van de veranderende tijden" en dat haar "de vervloeking van Allah" te wachten zou staan.

### Ondergedoken
Vanaf de moord op Theo van Gogh tot 18 januari 2005 is de politica ondergedoken, ook enige tijd in de Verenigde Staten, uit angst voor vergeldingsacties door extremistische moslims. Daarna verscheen ze weer in de Tweede Kamer. Ze bleef evenwel op een geheime locatie wonen. Op 18 februari 2005 maakte ze, in een interview met NRC Handelsblad de verblijfplaats van haarzelf en collega-Kamerlid Geert Wilders bekend. Ze zei dat ze opgesloten zat in een kazerne van de Koninklijke Marine op het Marine Etablissement in Amsterdam en eiste een gewone, maar goed beveiligde, woning. Die werd haar een week later toegewezen. Na klachten van buren over het risico dat zij meenden te lopen door Hirsi Ali's aanwezigheid, en de beveiliging die daarbij hoorde, oordeelde het Haagse Gerechtshof in april 2006 dat Hirsi Ali de woning binnen vier maanden diende te verlaten. In antwoord op Kamervragen van Femke Halsema liet minister Donner van Justitie op 16 mei 2006 weten tegen deze uitspraak in cassatie te gaan.

### Nederlanderschap
Hirsi Ali werd in 1995 genaturaliseerd tot Nederlandse. In het tv-programma Zembla van 11 mei 2006 kwam aan de orde dat haar het Nederlanderschap ontnomen zou kunnen worden, omdat ze bij haar asielaanvraag een valse naam en geboortedatum had opgegeven en had gelogen over haar land van herkomst. Het verlies van het Nederlanderschap zou kunnen betekenen dat zij ook geen Tweede Kamerlid meer zou zijn. Uit een uitspraak van de Hoge Raad volgde dat als onjuiste persoonsgegevens zijn verstrekt bij het naturalisatieverzoek, de Nederlandse nationaliteit geacht wordt niet tot stand te zijn gekomen.
Minister Verdonk van Vreemdelingenzaken en Integratie besloot daags later een onderzoek in te stellen.
Op 15 mei 2006 werd bekend dat Hirsi Ali per 1 september 2006 uit de Tweede Kamer vertrok en ging werken voor een Amerikaanse neoconservatieve denktank, het American Enterprise Institute for Public Policy Research.
Op diezelfde dag maakte minister Verdonk bekend dat uit onderzoek was gebleken dat Hirsi Ali "vooralsnog wordt geacht het Nederlanderschap niet te hebben verkregen", een opvatting die eerder die dag al was geventileerd door het Kamerlid Hilbrand Nawijn. (Overigens was Nawijn in 1992 directeur van de Directie Vreemdelingenzaken van het Ministerie van Justitie en als zodanig ambtelijk verantwoordelijk voor de toelating van Hirsi Ali in Nederland.) Verdonk gaf als reden op dat Hirsi Ali had gelogen tijdens de naturalisatieprocedure. Hirsi Ali had vervolgens zes weken de tijd om de uitslag van het onderzoek van Verdonk te weerleggen.
Op 16 mei 2006 verklaarde ze tijdens een persconferentie per direct terug te treden als lid van het parlement. Per 1 juni werd ze opgevolgd door Laetitia Griffith. Over haar identiteit zei Hirsi Ali:

Nu vraagt u zich wellicht af: hoe heet ik? Ik ben Ayaan, de dochter van Hirsi, die de zoon is van Magan, de zoon van Isse, de zoon van Guleid, die de zoon was van Ali, die de zoon was van Wai'ays, die de zoon was van Muhammad, van Ali, van Umar, van het geslacht Osman, de zoon van Mahamud.

Ik ben van deze clan. Mijn oervader is Darod, die achthonderd jaar geleden vanuit Arabië naar Somalië kwam en de grote stam van de Darod stichtte. Ik ben een Darod, een Macherten, een Osman Mahamud en een Magan. Vorige week was er nog enige verwarring over mijn naam. Hoe ik heet? U weet nu hoe ik heet.

Voorts noemde ze tijdens de persconferentie de maatregel van Verdonk disproportioneel.
Tijdens het conflict over haar Nederlanderschap ontving zij steun van onder andere schrijver Leon de Winter en feministe Cisca Dresselhuys.
Diezelfde dag nog vond op verzoek van GroenLinks een spoeddebat in de Tweede Kamer plaats, waarbij het parlement van Verdonk wilde weten hoe het onderzoek was uitgevoerd dat leidde tot de constatering dat het Nederlanderschap van Hirsi Ali niet tot stand was gekomen. Ook wilde de Kamer van minister Donner van Justitie duidelijkheid over hoe de persoonlijke veiligheid van Hirsi Ali kon worden gegarandeerd. De uitkomst van het elf uur durende debat was dat er twee moties werden ingediend die stelden dat Verdonk in de komende zes weken moet nagaan, op basis van zowel bestaande als nieuwe informatie, of er ruimte is haar standpunt te heroverwegen. Verdonk zegde toe de moties (en dus het onderzoek) uit te voeren. Tevens werd tijdens het debat duidelijk dat hangende het nadere onderzoek Hirsi Ali in ieder geval nog als Nederlandse beschouwd zou worden. Verdonk zegde in het debat ook toe, dat zij een nieuw naturalisatieverzoek versneld zou afhandelen, als zou blijken dat Hirsi Ali geacht wordt in 1997 het Nederlanderschap niet te hebben verkregen.
Op 19 mei 2006 garandeerde Verdonk tijdens het slotdebat voor de lijsttrekkersverkiezing voor de VVD dat Hirsi Ali haar Nederlanderschap zal behouden of terugkrijgen. Er zijn bijzondere regelingen mogelijk, op deze wijze is koningin Máxima versneld Nederlandse geworden.
Op 12 juni 2006 werd door Hirsi Ali per brief een verweerschrift ingediend bij Verdonk. Acht dagen later werd bekend dat Verdonk de procedure stopzette om Hirsi Ali het Nederlanderschap te ontnemen. Drie dagen daarna besloot het kabinet dat het nog geen besluit kon of wilde nemen over de naturalisatie van Hirsi Ali.
Op 27 juni 2006 besloten de betrokken ministers tijdens nachtelijk overleg dat Hirsi Ali haar Nederlandse paspoort mocht behouden. De VVD-politica heet officieel Hirsi Magan, maar had bij haar inschrijving in Nederland de naam van haar overgrootvader aangenomen. Gebleken was dat dat volgens de Somalische wet is toegestaan. Ook had ze een andere geboortedatum opgegeven, maar dat werd haar niet zwaar aangerekend. Verdonk stuurde hierover een brief aan de Kamer. Op 27 juni 2006 werd door Hirsi Ali onder druk van Verdonk een verklaring uitgegeven waarin zij verklaarde dat zij Verdonk op het verkeerde been heeft gezet.
Tijdens een nieuwsuitzending verklaarde Hirsi Ali hierover dat zij hiervoor haar trots opzij had gezet, omdat de verklaring noodzakelijk was om haar paspoort te kunnen behouden.
Op 28 juni rond 21.00 uur startte een langdurig Kamerdebat, dat zou gaan duren tot circa half zes 's ochtends. Hierin gaf coalitiepartij D66, door het ondersteunen van een motie van de oppositie, aan geen vertrouwen meer te hebben in de zorgvuldigheid in het functioneren van Verdonk. Nadat deze motie verworpen was, zegde D66 later op de dag zijn steun aan het Kabinet-Balkenende II op. De D66-ministers stapten uit het kabinet en het kabinet viel op 29 juni 2006. In Vrij Nederland schreef Elma Drayer na afloop: 'dat er voor deze flamboyante, kleurrijke politica in dit land geen plaats bleek te zijn, vervult mij tot op de dag van vandaag met schaamte.'

### Leven in de Verenigde Staten
In 2006 trad Hirsi Ali in functie als Fellow bij het American Enterprise Institute in Washington. De Nederlandse regering bleef garant staan voor haar veiligheid, wat tot een verhoging leidde van de inspanningen en kosten voor haar beveiliging. Op 25 september 2007 ontving Hirsi Ali haar Green Card, een verblijfsvergunning voor onbepaalde tijd voor de Verenigde Staten. Op 1 oktober 2007 keerde Hirsi Ali terug naar Nederland omdat per die datum de bescherming die de Nederlandse staat haar in de Verenigde Staten bood verviel. In Nederland had zij, als bedreigd persoon, wel recht op bescherming. De Amerikaanse overheid mocht haar volgens de wet niet beschermen. Naar aanleiding hiervan vond op 9 oktober 2007 een spoeddebat in de Tweede Kamer plaats. Op dezelfde dag publiceerde Britta Böhler een aantal geheime stukken over de beveiliging van Hirsi Ali. Zij verklaarde deze stukken op verzoek van Hirsi Ali openbaar te hebben gemaakt. De meerderheid van de Tweede Kamer schaarde zich achter het besluit van de minister van Justitie om de beveiliging in het buitenland te stoppen.
Schrijver Salman Rushdie brak in de International Herald Tribune een lans voor de beveiliging.
Hirsi Ali’s standpunten hebben ook in de Verenigde Staten tot controverse geleid. Op 17 april 2007 protesteerde de lokale moslimgemeenschap in Johnstown, Pennsylvania tegen de geplande lezing van Hirsi Ali bij de campus van de Universiteit van Pittsburgh. Imam Fouad El Bayly zei dat Hirsi Ali de doodstraf verdiende, maar dat zij in een islamitisch land moest worden berecht en veroordeeld. Begin 2014 kondigde de Brandeis-universiteit in Massachusetts aan dat Hirsi Ali een eredoctoraat zou krijgen, maar begin april van dat jaar trok de universiteit haar aanbod plotseling in, na verzet van de Raad voor Amerikaans-islamitische Relaties (CAIR), het hoofd van de afdeling Islamitische Studies, docenten en verschillende groepen studenten. Universiteitspresident Frederick Lawrence lichtte toe dat ‘bepaalde verklaringen van Hirsi Ali in het verleden’ niet in overeenstemming waren met de ‘kernwaarden’ van de universiteit, omdat ze ‘islamofoob’ waren. De universiteit zei dat Hirsi Ali in de toekomst wel welkom was om een dialoog te voeren.
Hirsi Ali verklaarde dat de inhoud van haar werk en standpunten al jaren bekend waren en dat de "geest van de vrije meningsuiting" hiermee geweld werd aangedaan. Er was protest tegen de beslissing van de universiteit om het eredoctoraat in te trekken. Zo publiceerde Lawrence Haas, voormalig directeur communicatie en perschef voor vicepresident Al Gore, een open brief waarin hij stelde dat Lawrence "was bezweken voor politieke correctheid en druk van een belangengroep om de islam te vrijwaren van legitieme kritiek” en dat “een dergelijk besluit vernietigend [is] voor een universiteitspresident, omdat een universiteit nu juist de plek is, om vrije discussie aan te moedigen, ook over controversiële kwesties."
Hirsi Ali is een fellow van de Kennedy Government School aan de Harvard-universiteit en lid van The Future of Diplomacy Project van het Belfer Center for Science and International Affairs.
Op 25 april 2013 verkreeg Hirsi Ali het staatsburgerschap van de Verenigde Staten. In mei 2013 schreef zij Ali in The Wall Street Journal:
"De politieke islam maakte mijn leven in Nederland uiteindelijk onmogelijk. Ware het niet voor de politieke islam, dan zou ik bijna zeker nog steeds Nederlandse zijn".
In november 2023 maakte Hirsi Ali bekend zich als atheïst te hebben bekeerd tot het christendom. Dit deed ze in een essay getiteld Why I am now a Christian. Deze titel is een zinspeling op Why I am not a Christian (Waarom ik geen christen ben), een essay van Bertrand Russell, waarnaar ze in haar stuk verwijst.

### Privéleven
In 2011 trouwde Hirsi Ali met de Britse historicus Niall Ferguson in Boston. Zij kregen twee zoons, in 2011 en later.

## Prijzen
- In 2004 kreeg ze de Prijs voor de Vrijheid van de Vlaamsgezinde rechts-liberale denktank Nova Civitas.
- Op 20 november 2004 werd haar door de Deense liberale partij Venstre een vrijheidsprijs toegekend voor haar inzet tegen onderdrukking van moslimvrouwen en voor vrijheid van meningsuiting in het algemeen.
- In december 2004 verkoos de redactie van het weekblad Elsevier haar tot Nederlander van het Jaar.
- Op 25 februari 2005 kreeg ze uit handen van Cisca Dresselhuys de Harriët Freezerring uitgereikt, voor haar inzet voor de emancipatie van moslimvrouwen.
- Volgens het Amerikaanse tijdschrift Time van 18 april 2005 behoorde zij tot de honderd invloedrijkste personen ter wereld; zij werd door Time ingedeeld in de categorie Leaders & Revolutionaries.
- Op 23 juni 2005 werd Hirsi Ali bekroond met de jaarlijkse Europese Bellwether Prize door de Noorse denktank Human Rights Service. Volgens HRS was Hirsi Ali "zonder twijfel de toonaangevende Europese politicus op het gebied van integratie".[53]
- Hirsi Ali kreeg op 1 oktober 2006 in de Duitse plaats Kassel de burgerschapsprijs Das Glas der Vernunft. Hiermee werd zij beloond door de organisatie voor haar inzet voor de integratie van migranten en tegen de discriminatie van vrouwen. De journalist en auteur Günther Lachmann hield de rede en de Duitse feministe Alice Schwarzer sprak de laudatio uit.
- Op 7 december 2007 ontving zij de jaarlijkse Goldwater Award van het Goldwater Institute in Phoenix (Arizona).
- In januari 2008 kreeg Hirsi Ali de Simone de Beauvoir-prijs, een prijs die zij deelde met de schrijfster Taslima Nasreen.
- Op 11 september 2008 kreeg zij de Anisfield-Wolf Book Award voor de beste non-fictie van 2007 voor haar boek 'Infidel' (Oorspronkelijk uitgegeven in het Nederlands met de titel 'Mijn Vrijheid').
- In 2008 werd Hirsi Ali bekroond met de Richard Dawkins Prize van de Atheist Alliance International.
- Op 2010 werd aan Hirsi Ali de "Oranje Boven-prijs" uitgereikt (uitgaande van de SGP-jongeren).
- Op 28 april 2010 ontving Hirsi Ali van de Deense Krant Jyllands-Posten de Prijs voor de Vrijheid van Meningsuiting.
- Op 10 april 2012 ontving Hirsi Ali van de Axel-Springer-Ehrenpreis van de journalistenopleiding Axel-Springer-Akademie voor haar "compromisloze strijd voor de rechten van moslimvrouwen".
- Op 10 december 2015 werd Hirsi Ali bekroond met de Lantos Human Rights Prize van de Lantos Foundation.